# Alfons Miàs i Martí
Alfons Miàs i Martí (Sant Joan de Mollet, 9 d'agost del 1936) és un compositor, trompetista i violinista.
Fill d'una família de pagesos humils, va créixer durant el període de postguerra sense haver conegut mai el seu pare, víctima de la Guerra Civil. Des de ben petit s'interessa per la música i als 12 anys comença a estudiar solfeig amb Ramon Capdeferro i Capdeferro i violí amb Ferran Jofre i Solés, i més endavant va a Girona per estudiar amb Josep Viader i Moliner. A continuació, estudia la trompeta a Barcelona amb Amadeu Rovira i González i, acabats els estudis superiors de música, als divuit anys entra com a intèrpret de violí i trompeta a la Cobla-orquestra Catalunya, de Bordils. A partir de llavors va començar una carrera professional de més de cinquanta anys que el va portar per les millors orquestres de les comarques gironines: Cobla-orquestra La Principal de Figueres, alguns conjunts de Manresa mentre feia el servei militar, Cobla-orquestra La Farnense (Santa Coloma de Farners), Cobla-orquestra Iris (Salt), Cobla-orquestra Amoga (Vidreres), Conjunt Veracruz (Figueres), Conjunt Los Supers (Cassà de la Selva), Cobla-orquestra Girona, Cobla-orquestra Selvatana (Cassà de la Selva), Cobla-orquestra Costa Brava (Palafrugell), Cobla Foment de la Sardana - Foment del Montgrí (Torroella de Montgrí) i Cobla La Principal de Porqueres.
Des dels inicis de la seva carrera va mostrar un especial interès per les sardanes, essent autor d'una quarantena de títols, entre ells les celebrades Salt independent, dedicada a l'emancipació d'aquesta vila de la ciutat de Girona; L'aplec de Roses, guanyadora del certamen de la mateixa població; Dansarina, dedicada a la seva primera filla o Desè aniversari, dedicada a l'agrupació sardanista de Riudellots de la Selva, entre moltes altres. Al mateix temps és autor d'una havanera, Vés cantant, el bolero Em voldries, i composicions instrumentals com Pequeña, La trompeta y el adiós i La trompeta del Señor.
El 2014 publica un disc antològic, gravat per la cobla La Bisbal Jove.

## Obres
- Vés cantant, havanera
- Em voldries, bolero
- Pequeña
- La trompeta y el adiós
- La trompeta del Señor

### Sardanes
- Amic Birba
- Els amics de les Roquetes (1982)
- Anar fent
- Anar-hi anant, sardana de flabiol
- L'aplec d'Olot
- L'aplec de Roses, sardana amb solo de flabiol als llargs, enregistrada per la cobla Ciutat de Girona en el disc compacte Sardanes de Roses (Barcelona: Àudiovisuals de Sarrià, 2003 ref. AVS 5.1888)
- Baix Empordà (1989)
- La cargolada
- Carme (1974)
- Cavall de ferro
- Com el Gironès no hi ha res (1990), obligada de tenora i tible
- Dansarina
- Desè aniversari (1995), enregistrada per la Principal de la Bisbal en el DC 15è aniversari. Sardanes a Riudellots (Barcelona: Àudiovisuals de Sarrià, 2000 ref 5.1710)
- Dolça Carme, obligada de tenora i dedicada a la seva esposa
- L'Emi i la Nuri (2002), sardana amb solos de flabiol als curts
- En Ramon i la Maria Àngels, obligada de tible
- El fill de la dansarina
- Flaçà 25 aplec (1998)
- Jaume i Joan, enregistrada per la cobla-orquestra Costa Brava en el 2006
- Joaquima i Maria
- Joves alegres (2000), sardana de flabiol, dedicada a la cobla la Bisbal Jove i enregistrada per aquesta en el DC Bisbal Jove 10 anys (Barcelona: Tram, 2000 ref. TRM 0136 CD)
- Els de Montmeló
- La Montserrat (1992)
- Ofrena
- Pep, Jaume i Josep (1988), obligada de Tible i enregistrada per la Principal de la Bisbal en el Dc Salt Sardanista (Barcelona: Àudiovisuals de Sarrià, 2005 ref. AVS 5.1975)
- Per tu, Olímpia
- El petit Alfons
- La princesa de l'Empordà
- Quan vinguis
- Ripollet (1997)
- Salt independent (1983), enregistrada per La Principal de la Bisbal en l'LP Salt sardanista (Barcelona: Âudiovisuals de Sarrià, 1990 ref 201439)
- Sant Joan de Mollet
- La sardana de l'avellana (1974), obligada de flabiol
- La sardana d'en Josep (1992)
- Sempre cantant, obligada de tenora i tible
- Serra fosca
- Tendresa
- 30 anys a Vilallonga (1995), enregistrada per la Bisbal Jove en el DC 80 anys de sardanes a Vilallonga de Ter (Barcelona: Àudiovisuals de Sarrià, 2007)
- Tres avis joiosos (2008)
- Un somni que no es farà vell (1996), obligada de tenora
- Uns bons amics
- Toni i Teresa, sardana de flabiol